# Manhunt International
Manhunt International là một cuộc thi tìm kiếm người mẫu nam quốc tế danh giá, nhằm tìm ra Siêu mẫu Nam tiếp theo của thế giới. Cuộc thi chính thức được thành lập vào năm 1993, tuy nhiên, nguồn gốc của cuộc thi bắt đầu từ vài năm trước đó với một vòng sơ tuyển cấp quốc gia được tổ chức tại Singapore. Cuộc thi được khởi xướng bởi Metromedia Singapore và Procon Leisure International, hai đơn vị sau này trở thành đối tác đồng tổ chức kể từ năm 1993.
Đương kim Manhunt International hiện tại là Adonis Renaud đến từ Pháp.

## Lịch sử
Cuộc thi Manhunt đầu tiên được tổ chức vào năm 1987 nhưng lúc đó chỉ là một cuộc thi quốc gia dành cho nam giới Singapore. Alex Liu, chủ tịch của Metromedia Singapore là người khai sinh ý tưởng về một cuộc thi sắc đẹp dành cho nam giới đầu tiên, khi mà trên thế giới đã có quá nhiều cuộc thi sắc đẹp uy tín dành cho phái nữ như Hoa hậu Thế giới, Hoa hậu Hoàn vũ mà vẫn chưa có cuộc thi sắc đẹp nào tôn vinh vẻ đẹp của nam giới. Ông đã thành lập và xây dựng cuộc thi Manhunt đầu tiên tại Singapore.
Năm 1993, Manhunt chính thức trở thành một cuộc thi sắc đẹp quốc tế, với tên gọi Manhunt International. Cuộc thi Manhunt International đầu tiên được tổ chức tại Gold Coast, Úc với chiến thắng thuộc về Thomas Sasse, một thí sinh đến từ nước Đức. Sang năm 1994, cuộc thi tiếp tục được tổ chức tại Gold Coast với chiến thắng thuộc về thí sinh người Hy Lạp, Nikos Papadakis. Từ đó, cuộc thi Manhunt International của Metromedia Singapore tham gia cộng tác với Procon Leisure International Ltd của Úc để đồng tổ chức cuộc thi.

## Người giữ danh hiệu
| Lần thứ | Năm  | Ngày                 | Manhunt International                        | Á vương                                  | Á vương                             | Á vương                                     | Á vương                                      | Nơi tổ chức            | Số thí sinh | T.k.  |
| Lần thứ | Năm  | Ngày                 | Manhunt International                        | 1                                        | 2                                   | 3                                           | 4                                            | Nơi tổ chức            | Số thí sinh | T.k.  |
| ------- | ---- | -------------------- | -------------------------------------------- | ---------------------------------------- | ----------------------------------- | ------------------------------------------- | -------------------------------------------- | ---------------------- | ----------- | ----- |
| 1       | 1993 | 30 tháng 11 năm 1993 | Thomas Sasse · Đức                           | Berke Hürcan · Thổ Nhĩ Kỳ                | Raffaele Memoli · Thụy Sĩ           | Aaron Small · Philippines                   | Michel Boeuf · New Caledonia                 | Gold Coast, Úc         | 24          |       |
| 2       | 1994 | 19 tháng 11 năm 1994 | Nikos Papadakis · Hy Lạp                     | Trent Garfthon · Úc                      | Richard Planks · Hoa Kỳ             | Benedict Goh Wei Cheh · Singapore           | Rajat Bedi · Ấn Độ                           | Gold Coast, Úc         | 24          |       |
| 3       | 1995 | 24 tháng 11 năm 1995 | Albe Geldenhuys · Nam Phi                    | Dino Morea · Ấn Độ                       | David Arnold · Hoa Kỳ               | Javier Rodriguez · Puerto Rico              | Rinat Khismatouli · Kazakhstan               | Đảo Sentosa, Singapore | 35          |       |
| 4       | 1997 | 24 tháng 5 năm 1997  | Jason Erceg · New Zealand                    | Sandro Finocchio Speranza · Venezuela    | Vincent Pinto · Philippines         | Jonathan Rojas Ortega · Puerto Rico         | Zulfi Syed Ahmad · Ấn Độ                     | Singapore              | 38          |       |
| 5       | 1998 | 3 tháng 5 năm 1998   | Peter Eriksen · Thụy Điển                    | Tamme Boh Tjarks · Đức                   | Robert Korceki · Hoa Kỳ             | Philip Lee · Singapore                      | Rets Renemaris · Latvia                      | Gold Coast, Úc         | 34          |       |
| 6       | 1999 | 29 tháng 5 năm 1999  | Juan Ernesto Calzadilla Regalado · Venezuela | John Abraham · Ấn Độ                     | Peter Kerby · Đan Mạch              | Kirk Hedley · Jamaica                       | Llewellyn Cordier · Nam Phi                  | Manila, Philippines    | 43          |       |
| 7       | 2000 | 29 tháng 9 năm 2000  | Brett Wilson · Úc                            | David Zepeda Quintero · México           | Brandon Choo · Singapore            | José Gabriel Madonía Panepinto · Venezuela  | Geraldino Nicolina · Curaçao                 | Singapore              | 33          |       |
| 8       | 2001 | 12 tháng 11 năm 2001 | Rajeev Singh · Ấn Độ                         | Leo Zhang Wei Biao · Trung Quốc          | Luis Antonio Nery Gómez · Venezuela | Adnan Taletovic · Croatia                   | Kenneth Bryan · Quần đảo Cayman              | Bắc Kinh, Trung Quốc   | 43          | [ 1 ] |
| 9       | 2002 | 9 tháng 11 năm 2002  | Fabrice Bertrand Wattez · Pháp               | Bart Deschuymer · Bỉ                     | Murat Erbaytan · Thổ Nhĩ Kỳ         | Adrian Medina Scull · Cuba                  | Daniel Leonard Navarrete Muktans · Venezuela | Thượng Hải, Trung Quốc | 47          |       |
| 10      | 2005 | 8 tháng 9 năm 2005   | Tolgahan Sayışman · Thổ Nhĩ Kỳ               | Agris Blaubuks · Latvia                  | Henry Romero · Curaçao              | Chen ZeYu · Trung Quốc                      | Romeo Quiñones · Puerto Rico                 | Busan, Hàn Quốc        | 42          |       |
| 11      | 2006 | 19 tháng 4 năm 2006  | Jaime Augusto Mayol · Hoa Kỳ                 | Fabien Hauquier · Bỉ                     | Zhao Zheng · Trung Quốc             | Gökhan Keser · Thổ Nhĩ Kỳ                   | Jose Mendez · Tây Ban Nha                    | Tấn Giang, Trung Quốc  | 53          |       |
| 12      | 2007 | 12 tháng 2 năm 2007  | Jeffrey Zheng Yu Guang · Trung Quốc          | Jason Charles Millot · Canada            | Ioannis Athitakis · Hy Lạp          | Craig Barnett · Úc                          | Abhimanyu Jain · Ấn Độ                       | Gangwon, Hàn Quốc      | 48          |       |
| 13      | 2008 | 2 tháng 6 năm 2008   | Abdelmoumen El Maghraouy · Maroc             | Egill Arnljots · Thụy Điển               | Cesar Vegas · Costa Rica            | Lee Jae-Hwan · Hàn Quốc                     | Claudio Furtado · Angola                     | Seoul, Hàn Quốc        | 47          |       |
| 14      | 2010 | 20 tháng 11 năm 2010 | Peter Meňky · Slovakia                       | Bogdan Brasoveanu · Gibraltar            | Marlon de Gregori · Brasil          | Daniel Guerra · Hoa Kỳ                      | Jerry Chang · Đài Loan                       | Đài Trung, Đài Loan    | 50          |       |
| 15      | 2011 | 10 tháng 10 năm 2011 | John Chen Jiang Feng · Trung Quốc            | Nelson Omar Sterling · Cộng hòa Dominica | Gianni Sinnesael · Bỉ               | Trương Nam Thành · Việt Nam                 | Martin Smahel · Slovakia                     | Seoul, Hàn Quốc        | 48          |       |
| 16      | 2012 | 9 tháng 11 năm 2012  | June Macasaet · Philippines                  | Bo Peter Jonsson · Thụy Điển             | Martin Wang · Ma Cao                | Jimmy Perez Rivera · Puerto Rico            | Jason Chee · Singapore                       | Băng Cốc, Thái Lan     | 53          |       |
| 17      | 2016 | 29 tháng 10 năm 2016 | Patrik Sjöö · Thụy Điển                      | Ba Te Er · Hồng Kông                     | Christopher Bramell · Anh           | Maurício Eusébio · Angola                   | Ramon Pissaia · Brasil                       | Thâm Quyến, Trung Quốc | 43          |       |
| 18      | 2017 | 27 tháng 11 năm 2017 | Trương Ngọc Tình · Việt Nam                  | Kongnat Choeisuwan · Thái Lan            | Gaetan Osman · Liban                | Mohamed Wazeem · Sri Lanka                  | Andry Permadi · Indonesia                    | Băng Cốc, Thái Lan     | 37          | [ 2 ] |
| 19      | 2018 | 2 tháng 12 năm 2018  | Vicent Llorach González · Tây Ban Nha        | Dale Maher · Úc                          | Luca Derin · Hà Lan                 | Jeffrey Langan · Philippines                | Mai Tuấn Anh · Việt Nam                      | Gold Coast, Úc         | 28          | [ 3 ] |
| 20      | 2020 | 22 tháng 2 năm 2020  | Paul Luzineau · Hà Lan                       | Nikos Antonopoulos · Hy Lạp              | Matheus Cruz Giora · Brasil         | Yeray Hidalgo Hernández · Tây Ban Nha       | Mayur Gangwani · Ấn Độ                       | Manila, Philippines    | 36          | [ 4 ] |
| 21      | 2022 | 1 tháng 10 năm 2022  | Lochlan Carey · Úc                           | Joshua Raphael De Sequera · Philippines  | Elijah Van Zanten · Hoa Kỳ          | Trần Mạnh Kiên · Việt Nam                   | Cas Hagman · Hà Lan                          | Manila, Philippines    | 33          |       |
| 22      | 2024 | 26 tháng 5 năm 2024  | Kevin Aphisittinun Len Dasom · Thái Lan      | Lucas Schlachter · Pháp                  | Kenneth Stromsnes · Philippines     | Víctor Michele Battista Infante · Venezuela | Vincenzo Melisi · Ý                          | Ayutthaya, Thái Lan    | 37          | [ 5 ] |
| 23      | 2025 | 10 tháng 6 năm 2025  | Adonis Renaud · Pháp                         | Piyumal Sithum · Sri Lanka               | Rhyeme Wright · Jamaica             | Jordan San Juan · Philippines               | Nguyễn Vũ Linh · Việt Nam                    | Băng Cốc, Thái Lan     | 37          | [ 6 ] |
| 24      | 2026 | Tháng 5 năm 2026     |                                              |                                          |                                     |                                             |                                              | Colombo, Sri Lanka     |             |       |

### Á vương 5 đến 9
Từ năm 2024, cuộc thi Manhunt International trao giải Á vương 5 đến 9 cho 10 thí sinh lọt vào vòng chung kết. Bảng này liệt kê tên của Á vương 5 đến 9 theo từng năm.
| Lần thứ | Năm  | Ngày                | Á vương                      | Á vương                   | Á vương                | Á vương                 | Á vương                      | Nơi tổ chức         | Số thí sinh | T.k.  |
| Lần thứ | Năm  | Ngày                | 5                            | 6                         | 7                      | 8                       | 9                            | Nơi tổ chức         | Số thí sinh | T.k.  |
| ------- | ---- | ------------------- | ---------------------------- | ------------------------- | ---------------------- | ----------------------- | ---------------------------- | ------------------- | ----------- | ----- |
| 22      | 2024 | 26 tháng 5 năm 2024 | Daniel Lorente · Tây Ban Nha | Matt Dixon · Canada       | Marcel Riera · Thụy Sĩ | Ruan Mendes · Brasil    | Luke Van · Nam Phi           | Ayutthaya, Thái Lan | 37          | [ 5 ] |
| 23      | 2025 | 10 tháng 6 năm 2025 | José Carlos Novelo · México  | Özkan Görmez · Thổ Nhĩ Kỳ | Yu Gan · Myanmar       | Somto Nnoruga · Nigeria | Kamonpop Kaewdiao · Thái Lan | Băng Cốc, Thái Lan  | 37          | [ 6 ] |

### Quốc gia/vùng lãnh thổ theo số lần chiến thắng
| Quốc gia    | Số lần | Năm        |
| ----------- | ------ | ---------- |
| Thuỵ Điển   | 2      | 1998, 2016 |
| Úc          | 2      | 2000, 2022 |
| Trung Quốc  | 2      | 2007, 2011 |
| Pháp        | 2      | 2002, 2025 |
| Đức         | 1      | 1993       |
| Hy Lạp      | 1      | 1994       |
| Nam Phi     | 1      | 1995       |
| New Zealand | 1      | 1997       |
| Venezuela   | 1      | 1999       |
| Ấn Độ       | 1      | 2001       |
| Thổ Nhĩ Kỳ  | 1      | 2005       |
| Hoa Kỳ      | 1      | 2006       |
| Maroc       | 1      | 2008       |
| Slovakia    | 1      | 2010       |
| Philippines | 1      | 2012       |
| Việt Nam    | 1      | 2017       |
| Tây Ban Nha | 1      | 2018       |
| Hà Lan      | 1      | 2020       |
| Thái Lan    | 1      | 2024       |

## Các lần tổ chức Manhunt International

### 2024
Manhunt International 2024 là cuộc thi Manhunt International lần thứ 22 được tổ chức tại Ayutthaya, Thái Lan vào ngày 26 tháng 5 năm 2024. Có 37 thí sinh dự thi, Kevin Aphisittinun Len Dasom đến từ Thái Lan đăng quang ngôi vị Manhunt International.
Kết quả
| Hạng                       | Thí sinh |
| -------------------------- | --- |
| Manhunt International 2024 | - Thái Lan – Kevin Dasom ★ |
| Á vương 1                  | - Pháp – Lucas Schlachter |
| Á vương 2                  | - Philippines – Kenneth Stromsnes |
| Á vương 3                  | - Venezuela – Víctor Michele Battista Infante |
| Á vương 4                  | - Ý – Vincenzo Melisi |
| Á vương 5                  | - Tây Ban Nha – Daniel Lorente |
| Á vương 6                  | - Canada – Matt Dixon |
| Á vương 7                  | - Thụy Sĩ – Marcel Riera |
| Á vương 8                  | - Brasil – Ruan Mendes |
| Á vương 9                  | - Nam Phi – Luke Van |
| Top 20                     | - Angola – Salvatore Crisball - Costa Rica – José Roberto Mena Araya ₤ - Cộng hòa Dominica – Starlyn Terrero - Hà Lan – Ilyas Chaouki - Hồng Kông – Song Yunye - Indonesia – Stefan Yogi ¥ - Liban – Abed Semaan - Nicaragua – Jeril Vado - Sierra Leone – Sahr Fatoma - Úc – Tim Gamlin |

- ★ Thắng giải BMW Amorn Prestige vào thẳng Top 20 chung cuộc.
- ₤ Thắng giải Digital Challenge Physique vào thẳng vào Top 20 chung cuộc.
- ¥ Thắng giải People's Choice vào thẳng Top 20 chung cuộc.

Các giải thưởng
| Giải thưởng                             | Thí sinh |
| --------------------------------------- | --- |
| Best African Model                      | - Sierra Leone – Sahr Fatoma |
| Best Americas Model                     | - Colombia – Luis Gonzales |
| Best Asia Model                         | - Việt Nam – Huỳnh Võ Hoàng Sơn |
| Best European Model                     | - Malta – Ilyan Seychell |
| Best Oceania Model                      | - New Zealand – Raven Henry |
| Best Photogenic                         | - Pháp – Lucas Schlachter |
| Best Personality by Hanuman             | - Philippines – Kenneth Stromsnes |
| Best Body Award                         | - Malaysia – Joash Choo |
| Best Commercial Model                   | - Hoa Kỳ – Kevin Puri |
| Best Fashion Model                      | - Singapore – Damon Chua |
| Best Swimwear Model                     | - Perú – Francisco Dall'Orso |
| Mister Friendship                       | - Puerto Rico – Edgar Rivera |
| Face of the Year Award                  | - Hàn Quốc – Yoon Sung |
| Best Formal Award                       | - Sri Lanka – Janitha Liyanage Don |
| Best Runway Model                       | - Ma Cao – Yue Yu |
| Haute Couture Fashion Award             | - Canada – Matt Dixon |
| BMW Amorn Prestige Award                | - Thái Lan – Kevin Dasom |
| CHAT Influencer                         | - Costa Rica – José Roberto Mena Araya - Ma Cao – Yue Yu - Malaysia – Joash Choo - Nicaragua – Andre Ticas - Pháp – Lucas Schlachter - Philippines – Kenneth Stromsnes - Tây Ban Nha – Daniel Lorente - Thái Lan – Kevin Dasom |
| People's Choice                         | - Indonesia – Stefan Yogi |
| Digital Challenge Overall               | - Costa Rica – José Roberto Mena Araya |
| Digital Challenge Physique              | - Costa Rica – José Roberto Mena Araya |
| Digital Challenge Casting               | - Venezuela – Víctor Michele Battista Infante |
| Digital Challenge Runway                | - Thái Lan – Kevin Dasom |
| DIWA Rooftop Bar & Restaurant Challenge | - Costa Rica – José Roberto Mena Araya - Cộng hòa Dominica – Juan Starlyn Terrero - Liban – Abed El Wahab Semaan - Philippines – Kenneth Stromsnes                                                                             |

Các thí sinh
| Quốc gia/vùng lãnh thổ | Thí sinh                        |
| ---------------------- | ------------------------------- |
| Angola                 | Salvatore Crisball              |
| Brasil                 | Ruan Mendes                     |
| Canada                 | Matt Dixon                      |
| Colombia               | Luis Gonzalez                   |
| Costa Rica             | José Roberto Mena Araya         |
| Cộng hòa Dominica      | Starlyn Terrero                 |
| El Salvador            | Andre Ticas                     |
| Fernando de Noronha    | Hudson Malagutti                |
| Hoa Kỳ                 | Kevin Puri                      |
| Hà Lan                 | Ilyas Chaouki                   |
| Hàn Quốc               | Yoon Sung                       |
| Hồng Kông              | Song Yunye                      |
| Indonesia              | Stefan Yogi                     |
| Liban                  | Abed Semaan                     |
| Ma Cao                 | Yue Yu                          |
| Malaysia               | Joash Choo                      |
| Malta                  | Ilyan Seychell                  |
| México                 | Adrian Jesus Villela            |
| Nam Phi                | Luke Van                        |
| Nepal                  | Abhinav Thapa                   |
| New Zealand            | Raven Henry                     |
| Nicaragua              | Jeril Vado                      |
| Pakistan               | Ahmad Khan                      |
| Perú                   | Francisco Dall'Orso             |
| Pháp                   | Lucas Schalchter                |
| Philippines            | Kenneth Stromsnes               |
| Puerto Rico            | Edgar Rivera                    |
| Sierra Leone           | Sahr Fatoma                     |
| Singapore              | Damon Chua                      |
| Sri Lanka              | Janitha Liyanage Don            |
| Tây Ban Nha            | Daniel Lorente                  |
| Thái Lan               | Kevin Aphisittinun Len Dasom    |
| Thụy Sĩ                | Marcel Riera                    |
| Úc                     | Tim Gamlin                      |
| Venezuela              | Víctor Michele Battista Infante |
| Việt Nam               | Huỳnh Võ Hoàng Sơn              |
| Ý                      | Vincenzo Melisi                 |

Dự thi cuộc thi sắc đẹp quốc tế khác
| Cuộc thi             | Năm  | Quốc gia/vùng lãnh thổ | Thí sinh                        | Thứ hạng  | T.k.   |
| -------------------- | ---- | ---------------------- | ------------------------------- | --------- | ------ |
| Mister Supranational | 2018 | Thái Lan               | Kevin Aphisittinun Len Dasom    | Á vương 3 | [ 17 ] |
| Mister Supranational | 2025 | Venezuela              | Víctor Michele Battista Infante | Top 10    | [ 18 ] |
| Mister World         | 2024 | Angola                 | Salvatore Crisball              | Á vương 3 | [ 19 ] |

### 2025
Manhunt International 2025 là cuộc thi Manhunt International lần thứ 23 được tổ chức tại Băng Cốc, Thái Lan vào ngày 10 tháng 6 năm 2025. Có 37 thí sinh dự thi, Adonis Renaud đến từ Pháp đăng quang ngôi vị Manhunt International 2025.
Kết quả
| Hạng                       | Thí sinh |
| -------------------------- | --- |
| Manhunt International 2025 | - Pháp – Adonis Renaud |
| Á vương 1                  | - Sri Lanka – Piyumal Sithum |
| Á vương 2                  | - Jamaica – Rhyeme Wright |
| Á vương 3                  | - Philippines – Jordan San Juan |
| Á vương 4                  | - Việt Nam – Nguyễn Vũ Linh |
| Á vương 5                  | - México – José Carlos Novelo |
| Á vương 6                  | - Thổ Nhĩ Kỳ – Özkan Görmez |
| Á vương 7                  | - Myanmar – Yu Gan |
| Á vương 8                  | - Nigeria – Somto Nnoruga |
| Á vương 9                  | - Thái Lan – Kamonpop Kaewdiao |
| Top 20                     | - Cuba – Damian Fernandez - Nam Phi – Jordan Petersen - New Zealand – Naru Tollemache - Pakistan – Shayan Khan - Panamá – Roderick Alberto Cruz - Perú – Aldo Martínez - Puerto Rico – Jon Rivera - Tây Ban Nha – Enri Sánchez - Úc – Dylan Mahoney - Venezuela – Sergio Gómez |

Các giải thưởng
| Giải thưởng                                       | Thí sinh                                     |
| ------------------------------------------------- | -------------------------------------------- |
| Best Commercial Model                             | - Pháp – Adonis Renaud                       |
| Best Personality Award                            | - Ý – Francesco Motta                        |
| Photogenic Award                                  | - Brasil – Bernardo Lima                     |
| Best Body Award                                   | - Bắc Macedonia – Matej Pavlovski            |
| Face Of The Year Award                            | - Hàn Quốc – Kim Minjae                      |
| Best African Model                                | - Nigeria – Somto Nnoruga                    |
| Best Americas Model                               | - Cộng hòa Dominica – Frangel Santiago       |
| Best Asian Model                                  | - Indonesia – Abi Bakar                      |
| Best European Model                               | - Anh Quốc – Jamie Clarke                    |
| Best Oceania Model                                | - Úc – Dylan Mahoney                         |
| Best Runway Model                                 | - Ấn Độ – Jomin D'Souza                      |
| Best Swimwear Model                               | - Hà Lan – Marcellinnio Hartmann             |
| Best Fashion Model                                | - Canada – Riley Kasprow                     |
| Digital Challenge Award – Best Casting and Runway | - Pakistan – Shayan Ashraf                   |
| Digital Challenge Award – Best Swimwear           | - Sri Lanka – Piyumal Sithum Pattuwearachchi |

Các thí sinh
| Quốc gia/vùng lãnh thổ | Thí sinh                       |
| ---------------------- | ------------------------------ |
| Anh Quốc               | Jamie Clarke                   |
| Ấn Độ                  | Jomin D'Souza                  |
| Bắc Macedonia          | Matej Pavlovski                |
| Bỉ                     | Brandon Bryssinck              |
| Brasil                 | Bernardo Lima                  |
| Campuchia              | Mao Vattanak Yuth              |
| Canada                 | Riley Kasprow                  |
| Cuba                   | Damian Fernandez               |
| Cộng hòa Dominica      | Frangel Santiago               |
| Hà Lan                 | Marcelinio Hartmann            |
| Hàn Quốc               | Kim Minjae                     |
| Indonesia              | Abi Sacron                     |
| Jamaica                | Rhyeme Wright                  |
| Malaysia               | Ken Chan                       |
| México                 | José Carlos Novelo             |
| Myanmar                | Yu Gan                         |
| Nam Phi                | Jordan Petersen                |
| Nepal                  | Swastik Dhakal                 |
| New Zealand            | Naru Tollemache                |
| Nhật Bản               | Kenta Muramatsu                |
| Nigeria                | Somto Nnoruga                  |
| Pakistan               | Shayan Khan                    |
| Panamá                 | Roderick Alberto Cruz          |
| Perú                   | Aldo Martínez                  |
| Pháp                   | Adonis Renaud                  |
| Philippines            | Jordan San Juan                |
| Puerto Rico            | Jon Rivera                     |
| Sierra Leone           | Gibrilla Yongai                |
| Singapore              | Macric Koh                     |
| Sri Lanka              | Piyumal Sithum Pattuwearachchi |
| Tây Ban Nha            | Enri Sánchez                   |
| Thái Lan               | Kamonpop Kaewdiao              |
| Thổ Nhĩ Kỳ             | Özkan Görmez                   |
| Úc                     | Dylan Mahoney                  |
| Venezuela              | Sergio Gómez                   |
| Việt Nam               | Nguyễn Vũ Linh                 |
| Ý                      | Francesco Motta                |

Dự thi quốc tế khác
| Cuộc thi                   | Năm  | Quốc gia/vùng lãnh thổ | Thí sinh           | Thứ hạng  | T.k.   |
| -------------------------- | ---- | ---------------------- | ------------------ | --------- | ------ |
| Man of the Year            | 2023 | Thái Lan               | Kamonpop Kaewdiao  | Á vương 4 |        |
| Mister Global              | 2023 | México                 | José Carlos Novelo | Top 10    | [ 25 ] |
| Mister Grand International | 2022 | Việt Nam               | Nguyễn Vũ Linh     | Á vương 4 | [ 26 ] |
| Mister Universe Tourism    | 2017 | Việt Nam               | Nguyễn Vũ Linh     | Top 10    |        |

### 2026
Manhunt International 2026 là cuộc thi Manhunt International lần thứ 24 được tổ chức tại Colombo, Sri Lanka vào tháng 5 năm 2026.
Các thí sinh
| Quốc gia/vùng lãnh thổ | Thí sinh             |
| ---------------------- | -------------------- |
| México                 | Alan Estrada         |
| Philippines            | Raven Renz Lansangan |
| Tây Ban Nha            | Darío Meroño         |

## Danh sách đại diện Việt Nam
Chú thích màu
- : Nam vương
- : Á vương
- : Top chung kết
- : Top bán chung kết
- : Được giải thưởng đặc biệt

| Năm  | Đại diện           | Quê quán              | Danh hiệu quốc gia                             | Thứ hạng              | Giải thưởng đặc biệt | T.k.   |
| ---- | ------------------ | --------------------- | ---------------------------------------------- | --------------------- | --- | ------ |
| 2002 | Nguyễn Bình Minh   | Lạng Sơn              | Bổ nhiệm                                       | Không đạt giải        | |        |
| 2006 | Lê Quang Hòa       | Hà Nội                | Bổ nhiệm                                       | Không đạt giải        | 1 - - Top 3 Manhunt Asia |        |
| 2007 | Ngô Tiến Đoàn      | Cần Thơ               | Manhunt Vietnam 2006                           | Top 16                | 1 - - Mr. Physique |        |
| 2008 | Nguyễn Văn Thịnh   | Hải Phòng             | Bổ nhiệm                                       | Không đạt giải        | |        |
| 2010 | Hoàng Gia Ngọc     | Hải Phòng             | Bổ nhiệm - (Giải Bạc Siêu mẫu Việt Nam 2010)   | Không đạt giải        | |        |
| 2011 | Trương Nam Thành   | Thành phố Hồ Chí Minh | Bổ nhiệm - (Giải Vàng Ngôi sao Người mẫu 2010) | Á vương 3             | 1 - - Mr. Internet Popularity | [ 27 ] |
| 2012 | Nguyễn Quang Huân  | Bình Thuận            | Bổ nhiệm                                       | Không đạt giải        | 1 - - 1st Runner-up Best National Costume |        |
| 2016 | Vũ Hoàng Tuấn      | Thành phố Hồ Chí Minh | Bổ nhiệm                                       | Không đạt giải        | |        |
| 2017 | Trương Ngọc Tình   | Thành phố Hồ Chí Minh | Bổ nhiệm - (Giải Vàng Siêu mẫu Việt Nam 2010)  | Manhunt International | 3 - - Mr. Internet Popularity - Best Fashion Model - Face of the Year | [ 28 ] |
| 2018 | Mai Tuấn Anh       | Hưng Yên              | Bổ nhiệm - (Giải Vàng Siêu mẫu Việt Nam 2015)  | Á vương 4             | | [ 29 ] |
| 2020 | Phạm Đình Lĩnh     | Hà Nội                | Mister Vietnam 2019                            | Top 16                | 5 - - Winner Rudy Project's Choice (Sponsor) - Mr World Balance Top Model (Sponsor) - Mr FOX Undergarment (Sponsor) - Mr Rancio De Baluyot (Sponsor) - Best Runway Model | [ 30 ] |
| 2022 | Trần Mạnh Kiên     | Vĩnh Phúc             | Bổ nhiệm - (Top 11 Mister Vietnam 2019)        | Á vương 3             | 1 - - Best Swimwear Model | [ 31 ] |
| 2024 | Huỳnh Võ Hoàng Sơn | Tuyên Quang           | Bổ nhiệm                                       | Không đạt giải        | 1 - - Best Asia Model |        |
| 2025 | Nguyễn Vũ Linh     | Bến Tre               | Bổ nhiệm                                       | Á vương 4             | | [ 32 ] |